# Olympische Sommerspiele 2020/Gewichtheben – Superschwergewicht (Frauen)
Das Gewichtheben der Frauen in der Klasse über 87 kg (Superschwergewicht) bei den Olympischen Sommerspielen 2020 in Tokio fand am 2. August 2021 im Tokyo International Forum statt. Es traten 14 Athletinnen aus 14 Ländern an.
Der Wettkampf bestand aus zwei Teilen: Reißen (Snatch) und Stoßen (Clean and Jerk). Die Athletinnen traten in zwei Gruppen zuerst im Reißen an, bei dem sie drei Versuche hatten. Jede Athletin ohne gültigen Versuch schied aus. Im Stoßen hatte wieder jede Athletin drei Versuche. Die Athletin mit dem höchsten zusammenaddierten Gewicht gewann. Im Falle eines Gleichstandes hätte das geringere Körpergewicht den Ausschlag gegeben.

## Titelträger
| Weltmeisterin     | Reißen    | Li Wenwen   | 146 kg | WM 2019 in Pattaya     |
| Weltmeisterin     | Stoßen    | Li Wenwen   | 186 kg | WM 2019 in Pattaya     |
| Weltmeisterin     | Zweikampf | Li Wenwen   | 332 kg | WM 2019 in Pattaya     |
| Olympiasiegerin * | Zweikampf | Meng Suping | 307 kg | 2016 in Rio de Janeiro |

## Rekorde

### Bestehende Rekorde
| Weltrekord | Reißen    | Li Wenwen | 148 kg | Tashkent, Usbekistan | 25. April 2021 |
| Weltrekord | Stoßen    | Li Wenwen | 187 kg | Tashkent, Usbekistan | 25. April 2021 |
| Weltrekord | Zweikampf | Li Wenwen | 335 kg | Tashkent, Usbekistan | 25. April 2021 |

Das Gewichtheben der Frauen fand bisher bei keinen Olympischen Sommerspielen in der Gewichtsklasse ab 87 kg statt. Daher gab es vor den Spielen in Tokio noch keine olympischen Rekorde in dieser Klasse.

## Zeitplan
- Gruppe B: 2. August 2021, 11:50 Uhr (Ortszeit)
- Gruppe A: 2. August 2021, 19:50 Uhr (Ortszeit)

## Endergebnis
| Rang | Athletin                 | Nation                  | Gr. | Kgw.   | Reißen (kg) | Reißen (kg) | Reißen (kg) | Reißen (kg) | Stoßen (kg) | Stoßen (kg) | Stoßen (kg) | Stoßen (kg) | Zweikampf |
| Rang | Athletin                 | Nation                  | Gr. | Kgw.   | 1           | 2           | 3           | Gesamt      | 1           | 2           | 3           | Gesamt      | Zweikampf |
| ---- | ------------------------ | ----------------------- | --- | ------ | ----------- | ----------- | ----------- | ----------- | ----------- | ----------- | ----------- | ----------- | --------- |
| 1    | Li Wenwen                | China                   | A   | 150,10 | 130         | 135         | 140         | 140         | 162         | 173         | 180         | 180         | 320       |
| 2    | Emily Campbell           | Großbritannien          | A   | 124,80 | 118         | 122         | 122         | 122         | 150         | 156         | 161         | 161         | 283       |
| 3    | Sarah Robles             | Vereinigte Staaten      | A   | 148,30 | 120         | 125         | 128         | 128         | 150         | 154         | 157         | 154         | 282       |
| 4    | Lee Seon-mi              | Südkorea                | A   | 118,90 | 118         | 122         | 125         | 125         | 148         | 152         | 155         | 152         | 277       |
| 5    | Nurul Akmal              | Indonesien              | A   | 113,55 | 107         | 111         | 115         | 115         | 141         | 151         | 154         | 141         | 256       |
| 6    | Charisma Amoe-Tarrant    | Australien              | A   | 154,05 | 95          | 100         | 105         | 105         | 123         | 128         | 138         | 138         | 243       |
| 7    | Verónica Saladín         | Dominikanische Republik | A   | 126,20 | 105         | 111         | 116         | 111         | 125         | 131         | —           | 131         | 242       |
| 8    | Kuinini Manumua          | Tonga                   | A   | 108,50 | 100         | 103         | 106         | 103         | 125         | 125         | 128         | 125         | 228       |
| 9    | Eyurkenia Duverger       | Kuba                    | B   | 103,65 | 96          | 100         | 100         | 96          | 120         | 124         | 129         | 129         | 225       |
| 10   | Sarah Fischer            | Österreich              | A   | 093,35 | 93          | 97          | 97          | 97          | 117         | 123         | 123         | 123         | 220       |
| 11   | Anna Van Bellinghen      | Belgien                 | B   | 087,10 | 96          | 100         | 100         | 96          | 115         | 119         | 123         | 123         | 219       |
| 12   | Scarleth Ucelo Marroquin | Guatemala               | B   | 113,50 | 80          | 85          | 87          | 85          | 115         | 120         | 122         | 122         | 207       |
| 13   | Erdenebat Bilegsaikhan   | Mongolei                | B   |        | 86          | 87          | 87          | 87          | 107         | 112         | 116         | 116         | 203       |
| —    | Laurel Hubbard           | Neuseeland              | A   | 146,70 | 120         | 125         | 125         | —           | —           | —           | —           | —           | DNF       |